# 退化分布
在数理统计中，退化分布（或确定性分布）是指只有一种值的分布，是一种绝对事件的分布。比如，一个六面数值均相等的骰子；一枚正反双面一模一样的硬币。尽管它并不会随机出现数字，这种分布满足随机变量的定义，因此被认为是“退化”的。
它的累积分布函数是：
{\displaystyle F(k;k_{0})=\left\{{\begin{matrix}1,&{\mbox{if }}k\geq k_{0}\\0,&{\mbox{if }}k<k_{0}\end{matrix}}\right.}

## 恒等的随机变數
概率论中，一个恒等的随机变量是指任何事件下都取一相同单一值的离散随机变量。这与“几乎”恒等的随机变量不同，因为后者可以取别的值，只是别的值的概率为０。
设   X: Ω → R  为一定义在 (Ω, P)的随机变量，那么X 是“几乎”恒等的随机变量如果存在  {\displaystyle c\in \mathbb {R} } 使
{\displaystyle \Pr(X=c)=1,}
如果以下条件成立即是一个恒等的随机变量：
{\displaystyle X(\omega )=c,\quad \forall \omega \in \Omega .}
X 是否是恒等随机变量并不影响它的累积分布函数 F(x) ：
{\displaystyle F(x)={\begin{cases}1,&x\geq c,\\0,&x<c.\end{cases}}}
函数 F(x) 是一個階躍函數; 本质上它是一个单位阶跃函数的平移。